# Antocha sparsissima
Antocha sparsissima är en tvåvingeart som beskrevs av Alexander 1974. Antocha sparsissima ingår i släktet Antocha och familjen småharkrankar.
Artens utbredningsområde är Nigeria. Inga underarter finns listade i Catalogue of Life.